# Stadtautobahn Sarajevo
Die Stadtautobahn Sarajevo ist eine geplante und teilweise fertiggestellte Stadtautobahn in Sarajevo. Sie ist Teil der Umfahrung Sarajevo und soll nach ihrer Fertigstellung vom Autobahndreieck mit der A1 bei Butila durch Vororte von Sarajevo bis zum Koševsko Brdo in der Gemeinde Sarajevo-Centar führen. 
Die Stadtautobahn wurde zunächst als Zubringer nach Briješće gebaut. Dieser Abschnitt weist eine Länge von 3,5 km auf und umfasst unter anderem ein Viadukt über die Eisenbahnanlagen nahe dem Bahnhof Rajlovac. Zudem wurde Ende 2017 ein weiteres Stück der Stadtautobahn bis zum Kreisverkehr bei der Straße Safeta Zajke eröffnet. Dieses Stück umfasst eine Länge von etwa 500 Metern.

## Umfahrung
Die Umfahrung Sarajevo stand von 2007 bis 2014 im Bau. Sie wurde in zwei Abschnitte unterteilt. In der Umfahrung sind die Stadtautobahn und die A1 eingebunden.

## Streckenverlauf
Die fertige Stadtautobahn wird vom Autobahndreieck bei Butila über Briješće, Buća Potok und Pofalići zum Koševsko Brdo verlaufen. Sie wird dabei der nördlich der Eisenbahnstrecken Šamac–Sarajevo und Sarajevo–Ploče, die ab Briješće parallel bis zum Bahnhof Sarajevo führen, verlaufen.

## Baufortschritt
Der Abschnitt vom Autobahnkreuz bei Butila bis nach Briješće wurde Ende 2015 fertiggestellt und freigegeben. Ende 2017 wurde ein neues Stück bis Safeta Zajke/Briješće fertiggestellt und freigegeben. Dieses Stück beinhaltet eine Brücke und endet in einem Kreisverkehr. Die Bauarbeiten für den letzten und baulich am anspruchsvollsten Abschnitt bis zum Koševsko Brdo haben noch nicht begonnen.